# Sobicze
Sobicze (prononciation : [sɔˈbit͡ʂɛ]) est un village polonais de la gmina de Zbuczyn dans le powiat de Siedlce de la voïvodie de Mazovie dans le centre-est de la Pologne.
Il se situe à 14 km à l'est de Zbuczyn (siège de la gmina), 26 km à l'est de Siedlce (siège de le powiat) et à 113 km à l'est de Varsovie (capitale de la Pologne).
Le village comptait approximativement une population de 81 habitants en 2010.

## Histoire
De 1975 à 1998, le village appartenait administrativement à la voïvodie de Siedlce.

Depuis 1999, il appartient administrativement à la voïvodie de Mazovie